# Вигода ваги 4000
«Вигода ваги 4000» (англ. Weight Gain 4000) — другий епізод серіалу «South Park», його прем'єра відбулася 27 серпня 1997 року.

## Сюжет
Картмен перемагає на конкурсі творів «Збережемо нашу тендітну планету». Він радий що його покажуть по телебаченню, але Венді, сумнівається, що Ерік написав нормальний твір.
Для вручення призу до міста має приїхати телезірка Кеті Лі Гіфорд. Ця несподіваа звістка радує Шефа, котрий до неї небайдужий, і лякає містера Гаррісона. У котрого з нею старі рахунки: в дитинстві вона обійшла його на конкурсі талантів.
Пан Капелюх переконує містера Гаррісона, що Кеті Лі треба вбити. Той спочатку не хоче, але згодом погоджується.
Картмен вирішує «набрати форму» аби достойно виглядати на телебаченні. Він бачить рекламу засобу «Вигода ваги 4000» і змушує мати купити його. Оскільки засіб передбачає фізичні вправи, а Ерік лише пожирає його у великій кількості, він стає ще гладкішим.
Кеті Лі приїздить до міста (її тримають під спеціальним скляним ковпаком) і викликая неабиякий ажіотаж у населення. Шеф співає їй пісню про те як жадає кохатися з нею. Хоча всі обурюються, але ефект вона таки справляє. Містер Гаррісон намагається вбити Кеті Лі, але Венді та Стен хочуть відмовити його. Все-таки він стріляє і через збіг обставин влучає в Кенні. Кеті Лі покидає місто.

## Смерть Кенні
Коли містер Гаррісон ставить виставу на честь приїзду Кеті Лі, серед інших кривавих подій в ньому, на Кенні падає індіанський вігвам. Але той схоже лишається живий. Згодом Кенні помирає від постріла Містера Гаррісона. Кенні підлітає, насаджується головою на флагшток та повільно сповзає по ньому донизу. Повз нього проходить офіцер Барбреді й каже: «Добре, що ніхто не постраждав».
Згодом цей момент було спародовано в епізоді «Найбільший гімнюк у всесвіті»: так загинув Роб Шнайдер, в котрого вселилася душа Кенні.

## Персонажі
В цьому епізоді вперше з'являються:
- Мер Мекденіелс зі своїми помічниками
- Джимбо Керн

## Пародії
- Сцена зі словами, що віддаються луною під час обертання голови пана Капелюха, — пародія на фільм «Екзорцист».
- Сцена у магазині зброї, коли містер Гаррісон говорить перед дзеркалом: «Ти це мені сказав?» — пародія на фільм «Таксист».
- Епізод з замахом містера Гаррісона на Кеті Лі — пародія на вбивство Кеннеді Лі Харві Освальдом.
- Есе Картмена насправді є книгою Генрі Девіда Торо «Уолден, або Життя в лісі» (1854); Ерік лише викреслив ім'я автора та дописав своє.

## Факти
- Іспанські написи на дошці в класі:
  - Chupe mis chi chis — Посмокчи мої груди.
  - No me toquem lod huevos — Не чіпай мої яйця.
  - Mi verga es fea y morena — Мій член огидний і коричневий.
- Роздуми Картмена про ненависть до райдуги засновані на роздумах жінки в ресторані, котрі випадково підслухали Паркер і Стоун. Вона казала, що не любить райдугу адже та приходить після дощу, а вона любить дощ.

- В цій серії ми бачимо містера Гаррісона дитиною: у нього вже посідівше волосся і лисина. Однак в серії 113, коли ми бачимо події дев'ятирічної давнини, у містера Гаррісона каштанове волосся без залисин.
- У спогадах містера Гаррісона Кеті Лі співає пісню Лінди Кліффорд «If My Friends Could See Me Now».
- Жарт, що містер Гаррісон розповідає на конкурсі талантів, пізніше прозвучав у виконанні Джиммі в епізоді «Як харчуватись за допомогою дупи».
- Помічники мера жартують про Кеті Лі: «Вона любить дітей. — Якщо вони попотіють, буде саме це». Це натяк на її кампанію з захисту дітей від важких умов навчання та праці.
- Картмен каже: «Я стану знаменитим», на что Венді саркастично відповідає: «Гітлер теж був знаменитим». Згодом в серіалі Гітлер стане одним з кумирів Картмена.
- На стіні магазину Jimbo's Guns можна побачити наклейку в формі риби з прив'язаними кролячими вухами — ця риба з'являється в епізоді «Слон кохається зі свинею».
- В класній кімнаті, куди пробирається Венді, висить плакат з Картменом: «Student of the week. Good job!» (Учень тижня. Гарна робота!).